# Pseudokatianna triverrucata
Pseudokatianna triverrucata är en urinsektsart som beskrevs av John Tenison Salmon 1944. Pseudokatianna triverrucata ingår i släktet Pseudokatianna och familjen Katiannidae. Inga underarter finns listade i Catalogue of Life.